# الغواصة الألمانية يو-901
غواصة يو-901 غواصة يو بوت ألمانية من  بنيت لسلاح بحرية ألمانيا النازية كريغسمارينه، في أحواض فولكان شتيشن خلال الحرب العالمية الثانية.